# Giro del Delfinato 2006
Il Giro del Delfinato 2006, cinquantottesima edizione della corsa e valevole come prova del circuito UCI ProTour 2006, si svolse in sette tappe più un cronoprologo iniziale dal 4 all'11 giugno 2006, per un percorso totale di 1098 km. Fu vinto dallo statunitense Levi Leipheimer, che terminò in 28h07'06". Nell'ottobre del 2012 l'UCI, accogliendo i provvedimenti adottati dalla USADA, gli revocò la vittoria per uso di sostanze dopanti. La corsa rimase senza un vincitore.

## Tappe
| Tappa  | Data      | Percorso                                     | km    | Vincitore di tappa | Leader cl. generale |
| ------ | --------- | -------------------------------------------- | ----- | ------------------ | ------------------- |
| Prol.  | 4 giugno  | Annecy (Cron. ind.)                          | 4,1   | David Zabriskie    | David Zabriskie     |
| 1ª     | 5 giugno  | Annecy > Bourgoin-Jallieu                    | 207   | Fabian Wegmann     | Fabian Wegmann      |
| 2ª     | 6 giugno  | Bourgoin-Jallieu > Saint-Galmier             | 203   | Philippe Gilbert   | Philippe Gilbert    |
| 3ª     | 7 giugno  | Bourg-de-Péage > Bourg-de-Péage (Cron. ind.) | 43    | David Zabriskie    | Philippe Gilbert    |
| 4ª     | 8 giugno  | Tain-l’Hermitage > Mont Ventoux              | 186   | Denis Men'šov      | Levi Leipheimer     |
| 5ª     | 9 giugno  | Sisteron > Briançon                          | 155   | Ludovic Turpin     | Levi Leipheimer     |
| 6ª     | 10 giugno | Briançon > La Toussuire                      | 169   | Iban Mayo          | Levi Leipheimer     |
| 7ª     | 11 giugno | Saint-Jean-de-Maurienne > Grenoble           | 131   | Thor Hushovd       | Levi Leipheimer     |
| Totale | Totale    | Totale                                       | 1 098 |                    |                     |

## Squadre e corridori partecipanti
| N.      | Cod. | Squadra                |
| ------- | ---- | ---------------------- |
| 1-8     | EUS  | Euskaltel-Euskadi      |
| 11-17   | PHO  | Phonak Hearing Systems |
| 21-28   | GST  | Gerolsteiner           |
| 31-38   | DSC  | Discovery Channel      |
| 41-48   | LSW  | Würth Team             |
| 51-58   | COF  | Cofidis                |
| 61-68   | SDV  | Saunier Duval-Prodir   |
| 71-78   | C.A  | Crédit Agricole        |
| 81-88   | GCE  | Caisse d'Epargne       |
| 91-98   | PRL  | Davitamon-Lotto        |
| 101-108 | A2R  | AG2R Prévoyance        |

| N.      | Cod. | Squadra               |
| ------- | ---- | --------------------- |
| 111-118 | TMO  | T-Mobile Team         |
| 121-128 | RAB  | Rabobank              |
| 131-138 | FDJ  | Française des Jeux    |
| 141-148 | CSC  | Team CSC              |
| 151-158 | QSI  | Quick Step-Innergetic |
| 161-167 | LAM  | Lampre-Fondital       |
| 171-178 | BTL  | Bouygues Télécom      |
| 181-188 | LIQ  | Liquigas              |
| 181-187 | MRM  | Team Milram           |
| 191-198 | AGR  | Agritubel             |

## Dettagli delle tappe

### Prologo
- 4 giugno: Annecy – Cronometro individuale – 4,1 km

Risultati
| Pos. | Corridore       | Squadra       | Tempo   |
| ---- | --------------- | ------------- | ------- |
| 1    | David Zabriskie | Team CSC      | 4'35"84 |
| 2    | George Hincapie | Discovery Ch. | a 2"    |
| 3    | Stuart O'Grady  | Team CSC      | a 6"    |

| Pos. | Corridore       | Squadra       | Tempo   |
| ---- | --------------- | ------------- | ------- |
| 1    | David Zabriskie | Team CSC      | 4'35"84 |
| 2    | George Hincapie | Discovery Ch. | a 2"    |
| 3    | Stuart O'Grady  | Team CSC      | a 6"    |

### 1ª tappa
- 5 giugno: Annecy > Bourgoin-Jallieu – 207 km

Risultati
| Pos. | Corridore       | Squadra       | Tempo    |
| ---- | --------------- | ------------- | -------- |
| 1    | Fabian Wegmann  | Gerolsteiner  | 5h06'36" |
| 2    | Thomas Voeckler | Bouygues Tél. | s.t.     |
| 3    | Egoi Martínez   | Discovery Ch. | s.t.     |

| Pos. | Corridore       | Squadra       | Tempo    |
| ---- | --------------- | ------------- | -------- |
| 1    | Fabian Wegmann  | Gerolsteiner  | 5h11'23" |
| 2    | Thomas Voeckler | Bouygues Tél. | a 5"     |
| 3    | David Zabriskie | Team CSC      | s.t.     |

### 2ª tappa
- 6 giugno: Bourgoin-Jallieu > Saint-Galmier – 203 km

Risultati
| Pos. | Corridore        | Squadra      | Tempo    |
| ---- | ---------------- | ------------ | -------- |
| 1    | Philippe Gilbert | F. des Jeux  | 4h45'53" |
| 2    | Samuel Dumoulin  | AG2R Prév.   | a 5'19"  |
| 3    | Peter Wrolich    | Gerolsteiner | a 5'23"  |

| Pos. | Corridore        | Squadra       | Tempo    |
| ---- | ---------------- | ------------- | -------- |
| 1    | Philippe Gilbert | F. des Jeux   | 9h57'13" |
| 2    | Fabian Wegmann   | Gerolsteiner  | a 5'22"  |
| 3    | Thomas Voeckler  | Bouygues Tél. | a 5'27"  |

### 3ª tappa
- 7 giugno: Bourg-de-Péage > Bourg-de-Péage – Cronometro individuale – 43 km

Risultati
| Pos. | Corridore       | Squadra      | Tempo   |
| ---- | --------------- | ------------ | ------- |
| 1    | David Zabriskie | Team CSC     | 52'48"  |
| 2    | Floyd Landis    | Phonak       | a 53"   |
| SQ   | Levi Leipheimer | Gerolsteiner | a 1'17" |

| Pos. | Corridore        | Squadra     | Tempo     |
| ---- | ---------------- | ----------- | --------- |
| 1    | Philippe Gilbert | F. des Jeux | 10h52'41" |
| 2    | David Zabriskie  | Team CSC    | a 2'47"   |
| 3    | Floyd Landis     | Phonak      | a 3'48"   |

### 4ª tappa
- 8 giugno: Tain-l'Hermitage > Mont Ventoux – 186 km

Risultati
| Pos. | Corridore         | Squadra      | Tempo    |
| ---- | ----------------- | ------------ | -------- |
| 1    | Denis Men'šov     | Rabobank     | 4h50'37" |
| 2    | Christophe Moreau | AG2R Prév.   | s.t.     |
| SQ   | Levi Leipheimer   | Gerolsteiner | a 15"    |

| Pos. | Corridore        | Squadra      | Tempo     |
| ---- | ---------------- | ------------ | --------- |
| SQ   | Levi Leipheimer  | Gerolsteiner | 15h47'53" |
| 2    | Denis Men'šov    | Rabobank     | a 28"     |
| 3    | Philippe Gilbert | F. des Jeux  | a 1'08"   |

### 5ª tappa
- 9 giugno: Sisteron > Briançon – 155 km

Risultati
| Pos. | Corridore         | Squadra    | Tempo    |
| ---- | ----------------- | ---------- | -------- |
| 1    | Ludovic Turpin    | AG2R Prév. | 4h06'49" |
| 2    | Iban Mayo         | Euskaltel  | a 26"    |
| 3    | Francisco Mancebo | AG2R Prév. | a 27"    |

| Pos. | Corridore         | Squadra      | Tempo     |
| ---- | ----------------- | ------------ | --------- |
| SQ   | Levi Leipheimer   | Gerolsteiner | 19h55'30" |
| 2    | Denis Men'šov     | Rabobank     | a 28"     |
| 3    | Christophe Moreau | AG2R Prév.   | a 1'48"   |

### 6ª tappa
- 10 giugno: Briançon > La Toussuire – 169 km

Risultati
| Pos. | Corridore          | Squadra      | Tempo    |
| ---- | ------------------ | ------------ | -------- |
| 1    | Iban Mayo          | Euskaltel    | 5h01'42" |
| 2    | Alejandro Valverde | C. d'Epargne | a 1'21"  |
| 3    | Christophe Moreau  | AG2R Prév.   | a 1'37"  |

| Pos. | Corridore         | Squadra      | Tempo     |
| ---- | ----------------- | ------------ | --------- |
| SQ   | Levi Leipheimer   | Gerolsteiner | 24h58'49" |
| 2    | Christophe Moreau | AG2R Prév.   | a 1'48"   |
| 3    | Bernhard Kohl     | T-Mobile     | a 2'51"   |

### 7ª tappa
- 11 giugno: Saint-Jean-de-Maurienne > Grenoble – 131 km

Risultati
| Pos. | Corridore        | Squadra         | Tempo    |
| ---- | ---------------- | --------------- | -------- |
| 1    | Thor Hushovd     | Crédit Agricole | 3h08'17" |
| 2    | Samuel Dumoulin  | AG2R Prév.      | s.t.     |
| 3    | Philippe Gilbert | F. des Jeux     | s.t.     |

| Pos. | Corridore         | Squadra      | Tempo     |
| ---- | ----------------- | ------------ | --------- |
| SQ   | Levi Leipheimer   | Gerolsteiner | 28h07'06" |
| 2    | Christophe Moreau | AG2R Prév.   | a 1'48"   |
| 3    | Bernhard Kohl     | T-Mobile     | a 2'51"   |

## Evoluzione delle classifiche
| Tappa              | Vincitore          | Classifica generale Maglia gialla | Classifica scalatori Maglia a pois | Classifica combinata Maglia azzurra | Classifica a punti Maglia verde | Classifica per squadra             |
| ------------------ | ------------------ | --------------------------------- | ---------------------------------- | ----------------------------------- | ------------------------------- | ---------------------------------- |
| Prol.              | David Zabriskie    | David Zabriskie                   | George Hincapie                    | non assegnata                       | David Zabriskie                 | Discovery Channel Pro Cycling Team |
| 1ª                 | Fabian Wegmann     | Fabian Wegmann                    | Thomas Voeckler                    | Thomas Voeckler                     | Fabian Wegmann                  | Discovery Channel Pro Cycling Team |
| 2ª                 | Philippe Gilbert   | Philippe Gilbert                  | Sebastien Joly                     | Philippe Gilbert                    | Philippe Gilbert                | Française des Jeux                 |
| 3ª                 | David Zabriskie    | Philippe Gilbert                  | Sebastien Joly                     | Philippe Gilbert                    | David Zabriskie                 | Team CSC                           |
| 4ª                 | Denis Men'šov      | Levi Leipheimer                   | Denis Men'šov                      | Levi Leipheimer                     | David Zabriskie                 | Discovery Channel Pro Cycling Team |
| 5ª                 | Ludovic Turpin     | Levi Leipheimer                   | Christophe Moreau                  | Levi Leipheimer                     | Francisco Mancebo               | AG2R Prévoyance                    |
| 6ª                 | Iban Mayo          | Levi Leipheimer                   | Christophe Moreau                  | Christophe Moreau                   | Francisco Mancebo               | AG2R Prévoyance                    |
| 7ª                 | Christophe Moreau  | Levi Leipheimer                   | Christophe Moreau                  | Christophe Moreau                   | Francisco Mancebo               | AG2R Prévoyance                    |
| Classifiche finali | Classifiche finali | Levi Leipheimer                   | Christophe Moreau                  | Christophe Moreau                   | Francisco Mancebo               | AG2R Prévoyance                    |

## Classifiche finali

### Classifica generale
| Pos. | Corridore          | Squadra         | Tempo     |
| ---- | ------------------ | --------------- | --------- |
| SQ   | Levi Leipheimer    | Gerolsteiner    | 28h07'06" |
| 2    | Christophe Moreau  | AG2R Prév.      | a 1'48"   |
| 3    | Bernhard Kohl      | T-Mobile        | a 2'51"   |
| 4    | José Azevedo       | Discovery Ch.   | a 3'00"   |
| 5    | Francisco Mancebo  | AG2R Prév.      | a 3'29"   |
| 6    | Denis Men'šov      | Rabobank        | a 4'14"   |
| 7    | Alejandro Valverde | C. d'Epargne    | a 4'21"   |
| 8    | Leonardo Piepoli   | Saunier Duval   | a 5'13"   |
| 9    | Pietro Caucchioli  | Crédit Agricole | a 5'45"   |
| 10   | George Hincapie    | Discovery Ch.   | a 6'48"   |

### Classifica a punti
| Pos. | Corridore         | Squadra         | Punti |
| ---- | ----------------- | --------------- | ----- |
| 1    | Francisco Mancebo | AG2R Prév.      | 69    |
| 2    | Philippe Gilbert  | F. des Jeux     | 60    |
| 3    | George Hincapie   | Discovery Ch.   | 57    |
| 4    | Thor Hushovd      | Crédit Agricole | 55    |
| SQ   | Levi Leipheimer   | Gerolsteiner    | 55    |

### Classifica scalatori
| Pos. | Corridore         | Squadra      | Punti |
| ---- | ----------------- | ------------ | ----- |
| 1    | Christophe Moreau | AG2R Prév.   | 162   |
| SQ   | Levi Leipheimer   | Gerolsteiner | 126   |
| 3    | Denis Men'šov     | Rabobank     | 119   |
| 4    | Óscar Sevilla     | T-Mobile     | 95    |
| 5    | Iban Mayo         | Euskaltel    | 93    |

### Classifica combinata
| Pos. | Corridore          | Squadra      | Punti |
| ---- | ------------------ | ------------ | ----- |
| 1    | Christophe Moreau  | AG2R Prév.   | 244   |
| SQ   | Levi Leipheimer    | Gerolsteiner | 221   |
| 3    | Denis Men'šov      | Rabobank     | 171   |
| 4    | Alejandro Valverde | C. d'Epargne | 148   |
| 5    | Iban Mayo          | Euskaltel    | 141   |

### Classifica a squadre
| Pos. | Squadra                        | Tempo     |
| ---- | ------------------------------ | --------- |
| 1    | AG2R Prévoyance                | 84h40'11" |
| 2    | Discovery Channel              | a 3'02"   |
| 3    | Caisse d'Epargne-Illes Balears | a 7'43"   |
| 4    | Crédit Agricole                | a 19'57"  |
| 5    | Bouygues Télécom               | a 32'43"  |